# 황낙주
황낙주(黃珞周, 1928년 3월 22일~2002년 12월 12일)는 대한민국의 정치인이다. 7선 국회의원으로, 제8·9·10·12·13·14·15대 국회의원을 지냈다. 제14대 국회에서 전반기 국회부의장, 후반기 국회의장을 지냈다.

## 학력
- 마산상업고등학교 졸업
- 서울대학교 경제학 학사
- 와세다 대학 대학원 정치학 석사

## 경력
- 진해서여중·여상고교 교장·이사장
- 신민당 경남지부 부위원장 및 경남제6지구당위원장
- 지자체촉진투위 경남지부장
- 신민당 경남도당위원장·원내수석부총무·정무위원·중앙인권옹호위원장
- APU 한국대표
- 신민당 원내총무
- 통일민주당 정무위원
- 국회 동력자원위원장
- 민주자유당 중앙위의장
- 국회부의장
- 국회의장

## 대중 매체
- 권병길 - 《제4공화국》 (1995년, MBC 드라마)

## 역대 선거 결과
|  | 51.20% |

|  | 37.16% |

|  | 36.47% |

|  | 26.32% |

|  | 35.63% |

|  | 42.94% |

|  | 36.29% |

## 소속 정당
| 소속 정당 | 소속 정당  | 소속 기간 | 비고                |
| --------- | ---------- | --------- | ------------------- |
|           | 신민당     | 1967~1969 | 정계 입문           |
|           | 무소속     | 1969      | 자진 정당 해산      |
|           | 신민당     | 1969~1980 | 정당 재등록         |
|           | 무소속     | 1980~1981 | 정당 해산           |
|           | 민주한국당 | 1981~1985 | 창당                |
|           | 무소속     | 1985      | 탈당                |
|           | 신한민주당 | 1985~1987 | 창당                |
|           | 무소속     | 1987      | 탈당                |
|           | 통일민주당 | 1987~1990 | 창당                |
|           | 민주자유당 | 1990~1995 | 합당                |
|           | 신한국당   | 1995~1997 | 당명 변경           |
|           | 한나라당   | 1997~2002 | 합당 정계 은퇴 사망 |

## 같이 보기
- 진해시·창원군 (1963년 선거구)
- 진해시의 국회의원
- 창원군의 국회의원
- 마산시·진해시·창원군
- 마산시의 국회의원
- 창원시·진해시·의창군
- 창원시의 국회의원
- 창원시 (선거구)
- 창원시 을
- 대한민국의 국회부의장
- 대한민국의 국회의장